# Tomaszów Mazowiecki

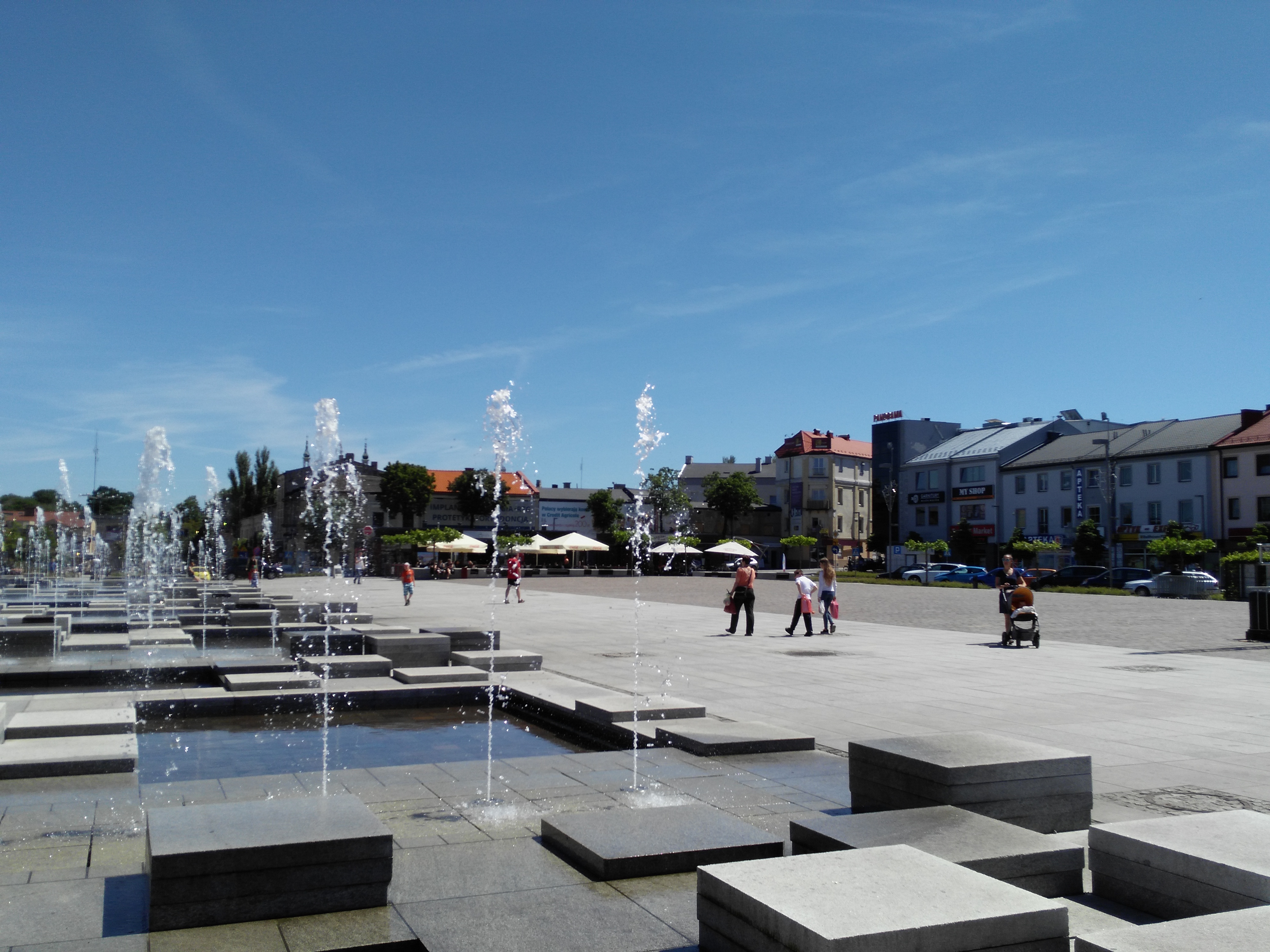
Der Hauptplatz in Tomaszów Mazowiecki

Tomaszów Mazowiecki ([tɔˈmaʃuf mazɔˈvʲɛtski] ⓘ) ist eine Mittelstadt in Polen in der Woiwodschaft Łódź.

## Geografie

### Geografische Lage
Die Stadt liegt 110 km südlich von Warschau und 55 km südöstlich von Łódź. Sie liegt an der E 67, die Warschau mit Prag verbindet. Weder im Sinne der historischen Landschaften Polens noch im Sinne des gegenwärtigen Zuschnitts der Woiwodschaften liegt sie in Masowien.
Als Tomaszów als Bergwerksort am Südufer der Wolbórka gegründet wurde, lag es ganz im Osten der Woiwodschaft und Zemia (Land) Sieradz (siehe Verwaltungsgliederung Polen-Litauens→Herzogtum Großpolen). Die Wolbórka bildete die Grenze zur Woiwodschaft und Ziemia Lęczycka. Fünf Kilometer östlich mündet sie in die von Südwesten kommende Pilica, damals die West- und Nordgrenze der kleinpolnischen Woiwodschaft Sandomierz. Die Grenze der masowischen Woiwodschaft Rawa verlief mehr als 10 km nordöstlich.
Als Tomaszów 1822 im russischen Kongresspolen zur Stadt erhoben wurde, lag es allerdings in dessen Woiwodschaft Masowien, knapp nördlich von deren Südgrenze.

## Geschichte
Eine Siedlung an der Stelle des heutigen Tomaszów Mazowiecki wurde 1788 durch den Grafen Tomasz Ostrowski gegründet, als hier Eisenerz gefunden wurde. In seinem Palast ist heute das städtische Museum untergebracht. 1789 wurde die Siedlung als Kuźnice Tomaszowskie bezeichnet. 1824 erhielt der Ort den Status als Handels- und Industriesiedlung. Das Stadtrecht erhielt der Ort am 6. Juli 1830 als Tomaszów Mazowiecki. In der Zeit Kongresspolens gehörte die Stadt seit 1867 zum Gouvernement Petrokow. Der Anschluss an das Schienennetz erfolgte 1885. Der Ort war einer der wichtigsten Textilproduktionsstandorte neben Łódź.
Vor dem Ersten Weltkrieg lebten dort 40.000 Menschen. Eines der Wahrzeichen der Stadt ist die Erlöser-Kirche, welche 1903 als evangelisch-lutherisches Gotteshaus geweiht wurde und vorrangig von den 3.000 deutschstämmigen Bewohnern Tomaszóws und des näheren Umlandes genutzt wurde.
Tomaszów war bis zum Ersten Weltkrieg ein Teil Russisch-Polens. Nach der Wiedererrichtung eines polnischen Staates im Jahre 1919 wurde die Stadt Sitz eines Powiats in der Woiwodschaft Łódź.
Im Zweiten Weltkrieg fiel die Stadt am 6. September 1939 unter deutsche Besatzung und im Dezember 1940 wurde hier ein Ghetto eingerichtet und ein Führerhauptquartier (Anlage Mitte). Die Rote Armee in Gestalt der 8. Gardearmee erreichte Tomaszów Mazowiecki im Rahmen der Weichsel-Oder-Operation am 18. Januar 1945. Von 1975 bis 1998 gehörte die Stadt zur Woiwodschaft Piotrków, die im Zuge einer Verwaltungsreform in der Woiwodschaft Łódź aufging.

## Bildung
Ein Teil der Universität Łódź befindet sich in der Stadt. In der Stadt befindet sich ebenfalls die bekannte Tanzschule Cantinero, welche auf mehrere Erfolge auf nationaler Ebene (polnische Meisterschaften) zurückblicken kann.

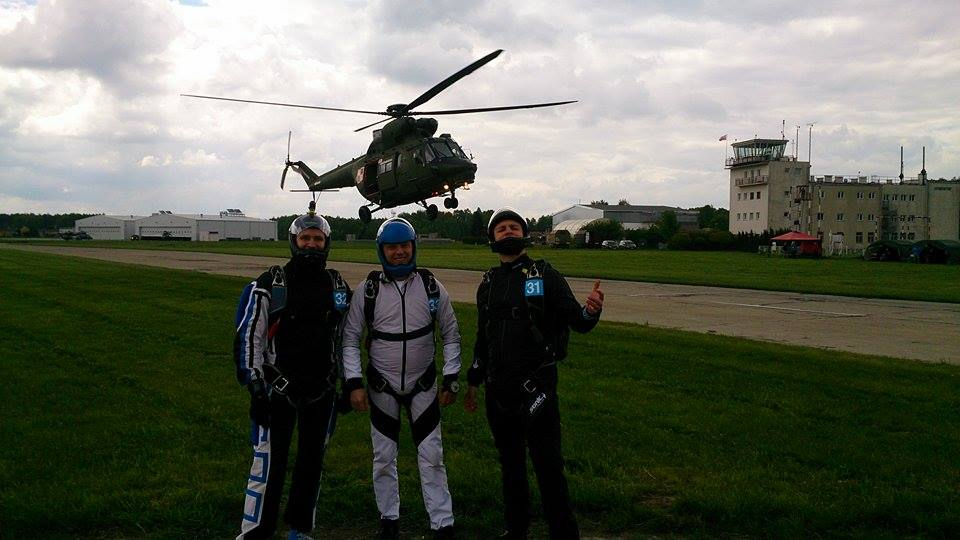
Militärflugplatz Tomaszów Mazowiecki

## Verkehr
Seit 2018 ist der ÖPNV in Tomaszów Mazowiecki für Residenten kostenlos.
Der Bahnhof Tomaszów Mazowiecki, ein Fernverkehrshalt, liegt an der Bahnstrecke Łódź–Dębica und ist Beginn der regulär im Personenverkehr nicht mehr bedienten Bahnstrecke Tomaszów Mazowiecki–Spała und der hier nur noch von Fernzügen genutzten Bahnstrecke Tomaszów Mazowiecki–Radom.
Die Stadt wird zudem durch die Schnellstraße Droga ekspresowa S8 (Breslau-Białystok) mit dem Fernstraßennetz verbunden.
Seit dem Zweiten Weltkrieg besteht der Militärflugplatz Tomaszów Mazowiecki. Dort ist die 25 Brygada Kawalerii Powietrznej im. Księcia Józefa Poniatowskiego (25. Luftkavallerie-Brigade Fürst Józef Poniatowski), ein fliegender taktischer Verband der Polnischen Landstreitkräfte, stationiert.

## Sport
Tomaszów Mazowiecki verfügt mit der Arena Lodowa über eine Eisschnelllaufhalle, in der seit 2018 Weltcups ausgetragen werden. 2018 fanden dort die Shorttrack-Juniorenweltmeisterschaften und 2020 die Eisschnelllauf-Juniorenweltmeisterschaften statt.
Der Frauenfußballverein MUKS Tomaszów Mazowiecki spielte 2011/12 in der Ekstraliga Kobiet, der höchsten polnischen Spielklasse. Die Männermannschaft von Spójnia Tomaszów Mazowiecki spielte in der Saison 1952 in der zweithöchsten polnischen Liga.

## Landgemeinde
Zur Landgemeinde Tomaszów Mazowiecki gehören 25 Orte mit einem Schulzenamt. Ihr Sitz befindet sich in der Stadt Tomaszów Mazowiecki. Die Landgemeinde, zu der die Stadt selbst nicht gehört, hat eine Fläche von 151,3 km², auf der (Stand: 31. Dezember 2020) 11.251 Menschen leben.

## Politik

### Stadtpräsident
An der Spitze der Stadtverwaltung steht der Stadtpräsident. Seit 2014 ist dies Marcin Witko, der der PiS angehört, aber mit einem eigenen Wahlkomitee antritt, wobei seine Kandidatur auch jeweils von der eigenständig antretenden PiS unterstützt wurde. Die turnusmäßige Wahl im April 2024 führte zu folgenden Ergebnis:
- Marcin Witko (Wahlkomitee Marcin Witko / Prawo i Sprawiedliwość) 55,5 % der Stimmen
- Barbara Klatka (Koalicja Obywatelska) 26,4 % der Stimmen
- Piotr Kucharski (Trzecia Droga) 11,0 % der Stimmen
- Adrian Legęncki (Wahlkomitee „Alle Gemeinsam“) 7,1 % der Stimmen

Damit wurde Amtsinhaber Witko erneut bereits im ersten Wahlgang für eine weitere Amtszeit gewählt.
Die turnusmäßige Wahl im Oktober 2018 führte zu folgenden Ergebnis:
- Marcin Witko (Wahlkomitee Marcin Witko / Prawo i Sprawiedliwość) 65,5 % der Stimmen
- Barbara Klatka (Koalicja Obywatelska) 22,2 % der Stimmen
- Sylvester Kucharski (Wahlkomitee „Gemeinsam“) 12,3 % der Stimmen

Damit wurde Witko bereits im ersten Wahlgang für eine weitere Amtszeit gewählt.

### Stadtrat
Der Stadtrat umfasst 23 Mitglieder, die direkt gewählt werden. Die Wahl im April 2024 führte zu folgendem Ergebnis:
- Koalicja Obywatelska (KO) 30,8 % der Stimmen, 9 Sitze
- Wahlkomitee Marcin Witko 29,4 % der Stimmen, 7 Sitze
- Prawo i Sprawiedliwość (PiS) 20,8 % der Stimmen, 4 Sitze
- Trzecia Droga (TD) 11,5 % der Stimmen, 2 Sitze
- Wahlkomitee „Alle Gemeinsam“ 7,5 % der Stimmen, 1 Sitz

Die Wahl im Oktober 2018 führte zu folgendem Ergebnis:
- Wahlkomitee Marcin Witko 37,7 % der Stimmen, 10 Sitze
- Koalicja Obywatelska (KO) 26,5 % der Stimmen, 7 Sitze
- Prawo i Sprawiedliwość (PiS) 17,3 % der Stimmen, 4 Sitze
- Wahlkomitee „Gemeinsam“ 9,8 % der Stimmen, 2 Sitze
- Sojusz Lewicy Demokratycznej (SLD) / Lewica Razem (Razem) 7,6 % der Stimmen, kein Sitz
- Übrige 1,1 % der Stimmen, kein Sitz

### Partnerstädte
Tomaszów listet folgende sechs Partnerstädte auf:
| Stadt                       | Land                |
| --------------------------- | ------------------- |
| Hîncești (seit 2017)        | Republik Moldau     |
| Iwano-Frankiwsk (seit 2004) | Ukraine             |
| Linares                     | Andalusien, Spanien |
| Mionica                     | Kolubara, Serbien   |
| Polonezköy                  | Istanbul, Türkei    |
| Prato                       | Toskana, Italien    |

## Wirtschaft
Tomaszów Mazowiecki gehört zur Sonderwirtschaftszone Łódź, die besondere Investitionsaufwendungen ermöglicht. In der Stadt befindet sich ein Werk von Frito-Lay, einem Lebensmittelhersteller, der zum PepsiCo-Konzern gehört. Der belgische Steine- und Erden-Förderer SCR-Sibelco verfügt über eine Grube in Tomaszów Mazowiecki. Zudem gibt es Werke der Chemieindustrie im Bereich der Herstellung von künstlichen und synthetischen Fasern und ein Werk des Automobilzulieferers Megatech Industries.

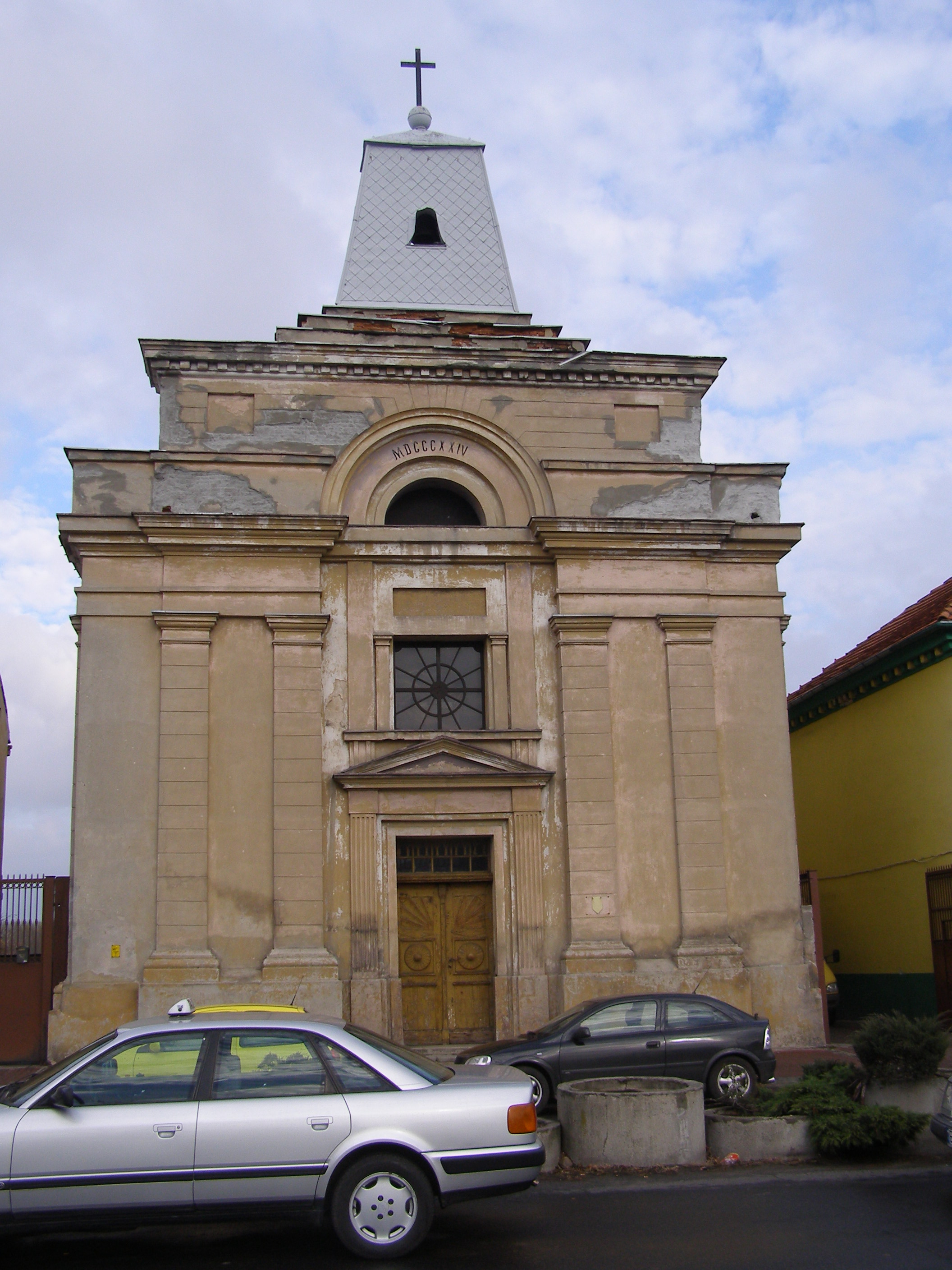
Die evangelisch-augsburgische Kirche der Heiligen Dreifaltigkeit

## Kultur
Die evangelisch-augsburgische Kirche der Heiligen Dreifaltigkeit steht seit 1950 unter Denkmalschutz. Die römisch-katholische St.-Martins-Kirche, eine Holzkirche von 1746, steht seit 1957 unter Schutz.

## Persönlichkeiten

### Söhne und Töchter der Stadt
- Tomasz Bąk (* 1991), Dichter
- Arthur Benni (1839–1867), Journalist, Übersetzer, Revolutionär und Freiheitskämpfer
- Maria Ciach (1933–2009), Speerwerferin
- Lidia Ciołkoszowa (1902–2002), sozialistische Exilpolitikerin
- Alexander Drozdzynski (1925–1981), Journalist und Schriftsteller
- Simha Flapan (1911–1987), israelischer Historiker
- Heidi Knake-Werner (* 1943), deutsche Politikerin (Die Linke)
- Izabela Kuna (* 1970), Schauspielerin und Schriftstellerin
- Marcin Kuźba (* 1977), Fußballspieler
- Oskar Lange (1904–1965), Ökonom, Wirtschaftsminister von Polen
- Cezary Pazura (* 1962), Schauspieler
- Radosław Pazura (* 1969), Schauspieler
- Ireneusz Pękalski (* 1950), Weihbischof in Łódź
- Sławomir Piechota (* 1960), Politiker
- Stanisława Pietruszczak (* 1953), Eisschnellläuferin
- Michael Sela (1924–2022), israelischer Biochemiker und Immunologe
- Antoni Szymanowski (* 1951), Fußballspieler
- Ber Warzager (1912–1985), deutsch-israelischer-polnischer bildender Künstler und Überlebender des Holocaust
- Tadeusz Wilczak (1908–1956), Dirigent